# Relaciones Chile-Costa Rica
Las relaciones Chile-Costa Rica son las relaciones internacionales entre la República de Chile y la República de Costa Rica, ambos países de Hispanoamérica.  
Hacia 2005, en Costa Rica viven unos 2.466 chilenos, representando la colonia de chilenos más grande de Centroamérica y El Caribe. Chile considera a Costa Rica como puerta de entrada comercial para el resto de los países de Centroamérica.

## Historia
El primer representante oficial del gobierno chileno en Costa Rica fue Eduardo Beeche, designado como cónsul por el presidente Manuel Montt en 1858. Recién en 1910, el gobierno de Ricardo Jiménez Oreamuno designó como ministro plenipotenciario en Chile a Alfredo Volio.
El 21 de julio de 1879, en el contexto de la Guerra del Pacífico, Chile le pidió explicaciones al gobierno de Costa Rica por el envío de fusiles y municiones al Perú en el vapor norteamericano Granada. Costa Rica oficialmente dijo desconocer el embarque, pese a que la legación chilena en Washington D. C. confirmaba que el barco había sido fletado por una empresa costarricense.
En 1999 ambos países suscribieron en Ciudad de Guatemala un memorándum de entendimiento sobre apoyo diplomático mutuo.

### Matanza en la embajada de Chile en Costa Rica
El 28 de julio de 2004, el policía costarricense José Orlando Jiménez, destinado a custodiar la embajada de Chile en San José, asaltó la legación y tomó rehenes durante seis horas, asesinando a tres funcionarios chilenos: el cónsul Cristhian Yuseff, el primer secretario Roberto Nieto y la secretaria Rocío Sariego, para luego suicidarse poco antes que una unidad especial de la Fuerza Pública entrara al edificio. El entonces embajador de Chile en Costa Rica, Guillermo Yunge, no se encontraba en la legación en el momento en que se produjo la toma de los rehenes. La tragedia ocurrió mientras se encontraba en Costa Rica el ministro chileno del interior, José Miguel Insulza, quien incluso participó en el comité de crisis que instaló durante la emergencia la cancillería costarricense. El hecho inspiró al libro «Terror en la embajada», del periodista Rodrigo Insunza.

### Acuerdo Integral de Asociación
El 7 y 8 de noviembre de 2006, el presidente Óscar Arias realizó una visita de Estado a Chile, donde suscribió con la presidenta Michelle Bachelet acuerdos en materia de pesca y acuicultura, turismo, cooperación internacional y pequeña y mediana empresa. Dos años después, entre el 28 y el 29 de octubre de 2008,  Bachelet realizó una visita oficial a Costa Rica, donde ambos mandatarios suscribieron un Acuerdo Integral de Asociación, el primero suscrito entre Chile y un país centroamericano, que institucionalizó todos los ámbitos de las relaciones binacionales, generando instancias de diálogo en materia política, económica-comercial, y de cooperación y cultura, creándose al efecto un Consejo de Asociación, como instancia superior a cargo de dar seguimiento a las relaciones entre ambos países, presidido por ambos cancilleres, así como iniciativas para contemplar la participación de la sociedad civil, un programa permanente de cooperación e intercambio científico y la conclusión de un Convenio de Seguridad Social que ampare a los ciudadanos chilenos que residan en Costa Rica y a los costarricenses que residan en Chile, entre otros temas.

## Relaciones comerciales
En 1999, Chile suscribió un tratado de libre comercio con Centroamérica, incluyendo a Costa Rica, con quien además suscribió un protocolo bilateral adicional al tratado en materia de desgravación arancelaria y sobre subsidios a la exportación sobre mercancías agropecuarias.
En 2022, el intercambio comercial entre ambos países ascendió a los 351 millones de dólares estadounidenses, lo que supuso un 4,4% de crecimiento promedio anual en los últimos cinco años. Los principales productos exportados por Chile fueron alambre de cobre y madera de pino insigne, mientras que Costa Rica exportó mayoritariamente preparaciones para fabricación de bebidas y frutas congeladas.

## Misiones diplomáticas

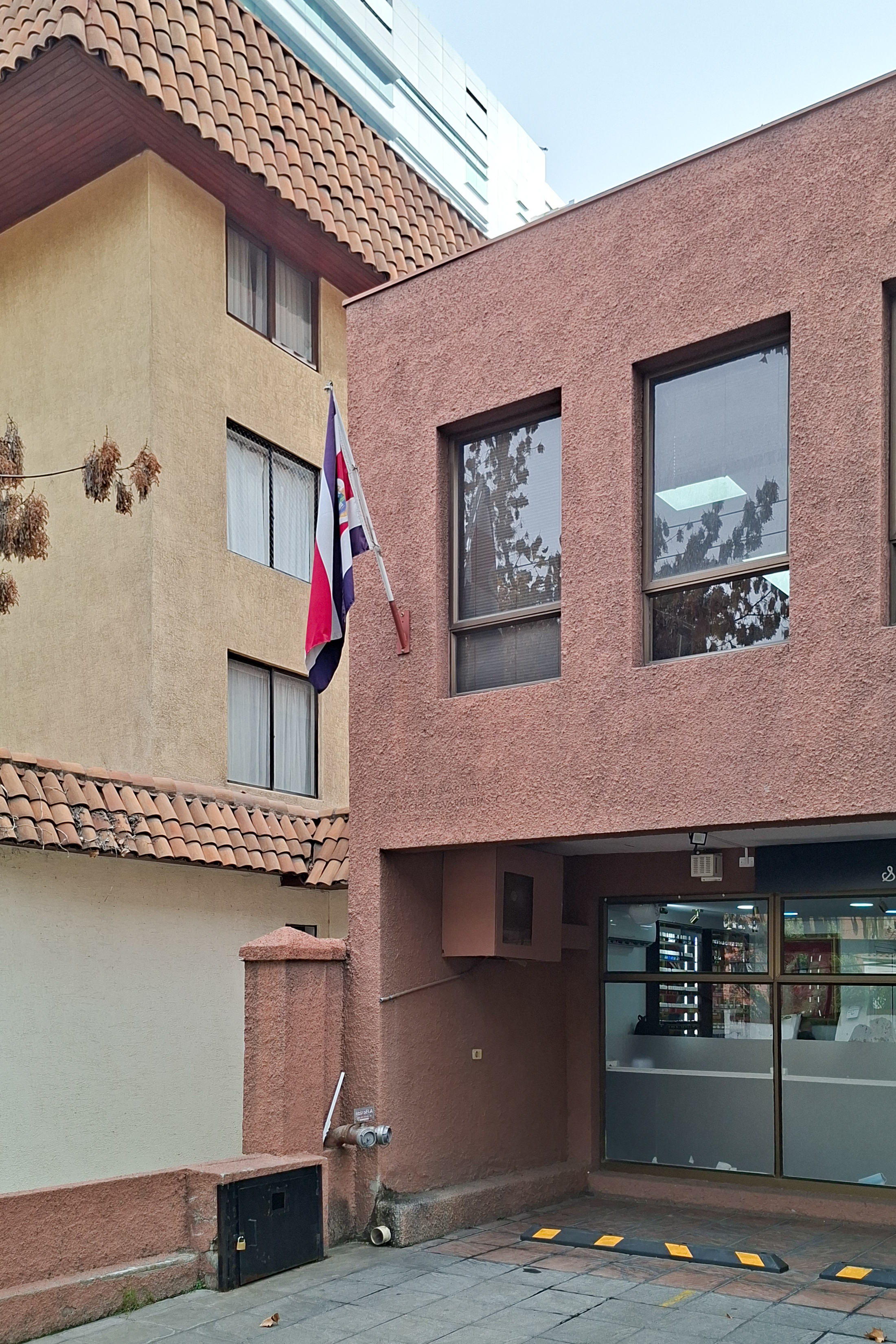
Embajada de Costa Rica en Santiago de Chile

- Chile tiene una embajada en San José.[8]
- Costa Rica tiene una embajada en Santiago de Chile.[9]